# Freedom Fields
Freedom Fields ist ein 2018 von der Regisseurin Naziha Arebi gedrehter Dokumentarfilm über die libysche Fußballnationalmannschaft der Frauen.

## Handlung
Der Film begleitet das Leben von drei Mitgliedern der libyschen Frauenfußball-Nationalmannschaft: die Kapitänin Fadwa el-Bahi, die Torhüterin Halima und Naama, die aus der während des Bürgerkriegs zerstörten Stadt Tawurga nach Tripolis geflohen ist. Im ersten Abschnitt im Jahr 2012 haben die Frauen große Hoffnungen, dass die Revolution ihnen Demokratie und Gleichberechtigung bringen wird. Im zweiten Abschnitt, der im Jahr 2014 spielt, herrschen Angst und Verwirrung wegen des Vormarschs von ISIS vor. Im dritten Abschnitt im Jahr 2016 wandeln die Protagonistinnen ihre Enttäuschung über das Scheitern der Revolution in den Willen, ihren Kampf um Gleichberechtigung und Akzeptanz fortzusetzen, um.

## Produktion
Die Regisseurin Naziha Arebi wuchs als Tochter libyscher Eltern in Großbritannien auf und besuchte Libyen im Jahr 2010 zum ersten Mal. Sie gründete zusammen mit Huda Abuzeid im Jahr 2012 die Filmproduktionsgesellschaft HuNa Productions, die sich zum Ziel gesetzt hat, libysche Filmtalente und Produktionen zu fördern. Weil die Inhaberinnen Frauen sind, haben sie in der geschlechtlich getrennten libyschen Gesellschaft Zugang zu Bereichen, die Männern üblicherweise verschlossen sind. Freedom Fields ist ihr erster Film, er wurde auf dem Joburg Film Festival in Johannesburg und dem London Film Festival aufgeführt sowie für Preise auf dem Minneapolis St. Paul International Film Festival 2019 und dem Stockholm Film Festival 2018 nominiert.